# Главы Октябрьского
Главы Октябрьского — перечень руководителей города Октябрьский Республики Башкортостан Российской Федерации.
Структуру органов местного самоуправления города как городского округа составляют:
- представительный орган городского округа, именуемый Советом;
- глава городского округа, именуемый председателем Совета;
- администрация городского округа, именуемая Администрацией.

## Именование руководителя города
Председатель исполкома Октябрьского городского совета народных депутатов Башкирской АССР.
Глава администрации города Октябрьского Республики Башкортостан
Глава администрации городского округа город Октябрьский Республики Башкортостан

## Перечень
В списке в хронологическом порядке указаны руководители города.
- председатель исполкома Закиров, Рауф Абдулхакович (1947—1953)
- председатель исполкома Харисов, Галлямгор Харисович (1953—1957)
- председатель исполкома Торшин, Александр Павлович (1957—1964)
- председатель исполкома Клинов, Иван Елизарович (1965—1984)
- председатель исполкома Хайрутдинов, Фавис Ямгутдинович (1984—1990)
- председатель исполкома Огородников, Игорь Витальевич (1990—1991)
- председатель исполкома Корольков, Юрий Васильевич (1991—1992)
- глава администрации Корольков, Юрий Васильевич (1992—2003);
- глава администрации Молчанов, Сергей Александрович (2003—2013);
- глава администрации Шмелёв, Алексей Николаевич (2013—2023);
- глава администрации Пальчинский, Алексей Евгеньевич (и. о. c 14 сентября 2023 года, с 1 декабря 2023 года).